# Чотанов, Расул Джалакович
Расул Джалакович Чотанов (23 июня 1957, Буйнакск, Дагестанская АССР, РСФСР, СССР) — советский и российский спортсмен, специализируется по карате и ушу, победитель первого чемпионата СССР по карате. 

## Спортивная карьера
Спортом начал заниматься в 1972 году с секции вольной борьбы в Буйнакске. С 1976 по 1978 год проходил срочную службу в советской армии в 514-м отдельном батальоне радиационной, химической и биологической защиты 39-й гвардейской мотострелковой дивизии, где и начал заниматься карате. В 1978 году в Буйнакске, заслуженный тренер России Гусейн Магомаев  начал культивировать каратэ в городе. Занимались в подвале скрытно, так как на каратэ в то время в стране отношение было холодное, потом занимались в зале средней школы № 9. Потом Чотанов перебрался в Ленинград и там два года занимался карате. Первого успеха Расул добился в Ленинграде на первенстве СССР 1979 года, тогда этот  турнир носил неофициальный статус, где он стал вторым. В 1981 году в Ташкенте он стал первым официальным чемпионом СССР, одолев в финале местного каратиста Моходора Шакирова. Он был трижды был первым на Кубке СССР и дважды выиграл «Большой Кубок Таллина» в 1980 и 1981 годах. На чемпионате СССР 1982 года в Таллине Чотанов стал вторым призером, уступив в финале Виктору Гриневичу. В 1990-х годах Гусейн Магомаев и ряд других отечественных тренеров начали развивать в стране ушу-саньда. Чотанов все это время находился рядом со своим наставником, и в 1991 году на первом чемпионате России по ушу-саньда он занял первое место.

## Тренерская карьера
В 1991 году он завершил карьеру спортсмена и перешёл на тренерскую работу, где работает до сих пор. С того же года руководит махачкалинским спортклубом «Денгиз». Он воспитал более 15 чемпионов СССР, Европы, мира и России по каратэ и по ушу-саньда, среди которых: Гусейн Гамзатов, Багдасар Омариев, Мурад Расулов, Омар Тагиров, Магомедгасан Умаханов, Гаджи Даитбеков, Назим Абасов и Шамиль Магомедов.

## Спортивные достижения
- Первенство СССР по карате 1981 — ;
- Чемпионат РСФСР по карате 1979 — ;
- Чемпионат РСФСР по карате 1981 — ;
- Чемпионат СССР по карате 1981 — ;
- Кубок СССР по карате 1981 — ;
- Чемпионат СССР по карате 1982 — ;
- Кубок СССР по карате 1982 — ;
- Кубок СССР по карате 1983 — ;
- Чемпионат РСФСР по карате 1983 — ;
- Чемпионат СССР по ушу-саньда 1989 — ;
- Чемпионат России по ушу-саньда 1991 — ;

## Личная жизнь
По национальности — кумык, отец из села Эрпели, мать из села Буглен. Сыновья: старший Абдусамад и младший Тавболат также занимаются ушу-саньда и кунг-фу. 
В 1974 году окончил школу № 9 в Буйнакске. В 1985 году окончил юридический факультет Дагестанского государственного университета.